# エレイン・デビッドソン

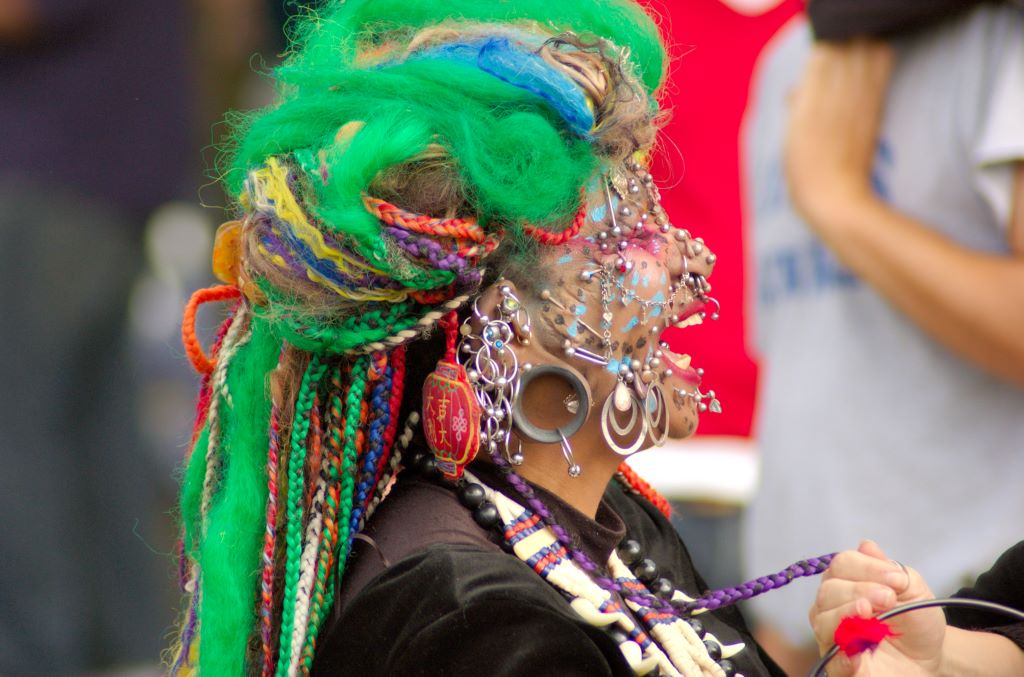
エレイン・デビッドソン

エレイン・デビッドソン（Elaine Davidson）は、「世界で最もピアスをあけた女性」である。ギネス世界記録に認定されている。

## 概要
2000年5月にギネス世界記録の関係者によって調べられたとき、デビッドソンは全身に462個のピアスをあけており、顔だけでも192個あった。2001年8月9日の再検査では、720のピアスをあけていることが判明した。2005年にエディンバラ・フェスティバル、ガーディアン紙は彼女がその当時3,950個のボディピアスをあけていると報じた。2003年の時点で、性器に開けられたピアスの数は他の部位よりも多く、外性器にあるものと内性器にあるものを合計すると500個であった。体内にあるピアスの総重量は約3キログラムと推定されている。2009年2月の時点で、合計6,005個のピアスをあけている。
デビッドソンはブラジルのベレン出身。元看護師。現在は、スコットランドの主都エディンバラに在住。 2011年6月8日、デビッドソンはダグラス・ワトソンと結婚した。結婚式の時点では計6,925個のピアスをあけていると報じられた。なお、2012年にダグラス・ワトソンと離婚している。